# Простоквашино (фильм)
«Простоквашино» — предстоящий российский фильм производства компании «Атмосфера кино» и кинокомпании «Союзмультфильм». Его выход в кинотеатральный прокат запланирован на 1 января 2026 года.

## Сюжет
Действие фильма разворачивается в советское время, как и в книге. Мальчик по прозвищу Дядя Фёдор живёт с родителями в типовой городской многоэтажке. Он очень любит животных, однако его строгие родители категорически против того, чтобы завести дома кого-нибудь хвостатого или лохматого. Тогда он по совету кота Матроскина, живущего в его подъезде, решает уехать в деревню Простоквашино, где сможет, вопреки всем запретам, завести любую живность. По пути мальчик с котом знакомятся с говорящей дворнягой Шариком и принимают его в свою компанию. В деревне троица находит заброшенный деревянный дом, где обустраивает быт. Дяде Фёдору, хитрому и ленивому Матроскину и трудолюбивому Шарику предстоит познать все сложности деревенской жизни, научиться зарабатывать себе на жизнь и наладить контакт с вечно всем недовольным ворчливым почтальоном Печкиным.

## В ролях
- Роман Панков — Дядя Фёдор
- Иван Охлобыстин — почтальон Печкин
- Лиза Моряк — мама Дяди Фёдора
- Павел Прилучный — папа Дяди Фёдора
- Антон Табаков —  кот Матроскин (озвучивание)
- Павел Деревянко — Шарик (озвучивание)
- Дарья Блохина — галчонок Хватайка (озвучивание)

## Производство и премьера
Съёмки фильма «Простоквашино» начались в июне 2024 года. Над созданием работали студия «Союзмультфильм», телеканал ТНТ и кинокомпания братьев Андреасян. Для съёмок в Подмосковье построили настоящую деревню, в которой есть почта, дом дяди Фёдора, жилище профессора Семина и другие строения. Премьера фильма запланирована на 1 января 2026 года.